# Manuel Rodríguez Barros
Manuel Rodríguez Barros (Puenteareas, 13 de agosto de 1926-20 de octubre de 1997) fue un ciclista español, que corrió entre 1947 y 1960. Perteneció a una familia de tradición ciclista en la cual también fueron profesionales sus hermanos Delio, Emilio y Pastor.
Sus principales éxitos los consiguió en 1951, cuando ganó una etapa de la Volta a Cataluña y diversas carreras menores. En la Vuelta Ciclista a España quedó tres veces entre los 10 primeros, siendo su mejor clasificación la segunda posición conseguida en 1950.

## Palmarés
1950
- Subida a Arrate
- 1 etapa de la Vuelta a Portugal
- 2.º en la Vuelta a España

1951
- Trofeo Masferrer
- Subida a Arrate
- 1 etapa de la Volta a Cataluña
- 3.º en el Campeonato de España en Ruta

1952
- 1 etapa de la Vuelta a Portugal

## Resultados en Grandes Vueltas y Campeonatos del Mundo
Durante su carrera deportiva consiguió los siguientes puestos en las Grandes Vueltas y en los Campeonatos del Mundo en carretera:
| Carrera         | 1946 | 1947 | 1948 | 1949 | 1950 | 1951 | 1952 | 1953 | 1954 | 1955 | 1956 | 1957 | 1958 | 1959 | 1960 |
| --------------- | ---- | ---- | ---- | ---- | ---- | ---- | ---- | ---- | ---- | ---- | ---- | ---- | ---- | ---- | ---- |
| Giro de Italia  | -    | -    | -    | -    | -    | -    | -    | -    | -    | -    | -    | -    | -    | -    | -    |
| Tour de Francia | X    | -    | -    | -    | -    | 44.º | -    | -    | 45.º | -    | -    | -    | -    | -    | -    |
| Vuelta a España | -    | -    | 7º   | X    | 2.º  | X    | X    | X    | X    | 22.º | 10.º | 27.º | -    | -    | -    |
| Mundial en ruta | -    | -    | -    | -    | -    | -    | -    | -    | -    | -    | -    | -    | -    | -    | -    |

-: No participa

Ab.: Abandono